# 秋山昇
秋山昇（あきやま のぼる、1939年〈昭和14年〉2月7日 - ）は日本の牧師、神学博士。キリスト教ガリラヤ福音教団代表。ガリラヤ聖書神学校校長。教会と国家学会副会長。

## 略歴
香川県出身。少年の頃より「新約聖書」（文語訳）を愛読していた。絶対愛の詩「ナザレのイエス」に不思議を感じキリスト教に入信するが、家族、親族の猛反対を受け、ただ聖書と讃美歌を携えて上京する。
東京神学大学で学び、北森嘉蔵より「神の痛みの神学」を学び、渡辺善太・岡村民子より「聖書聖典論」「聖書解釈論」「聖書神学論」を学ぶ。板橋常盤台において独立開拓伝道に献身する。かたわら、今官一より文学を学ぶ。
1958年（昭和33年）1月オズワルド・スミス博士、テモテ・オ博士より按手礼を受ける。「家のキリスト福音伝道・牧会」に奉仕。「現代人」同人。
現在、キリスト教ガリラヤ福音教団代表牧師として児童養護施設を出た青年の社会自立の為の奉仕及び福音宣教、聖書研究、執筆講演活動を続けている。

## 著書
- 『今官⼀の文学とキリスト教』
- 『胸に秘そむ火の叫びを（ヨハネ黙示録講解説教）』
- 『近代日本のキリスト者たち』（ぱぴ るすあい発行）所収 (植村正久・別所梅之助・八木重吉・今官一）
- 『新カトリック大事典」第3巻、4巻（研究社）所収（「トゥルナイゼン」「廃娼運動」「フランスプロテスタント主義」「ユニテリアン」「リッチェル」など。）「教会と国家学会会報」 所収、（「ロシアにおける教会と国家」「日本とロシアとの出会い」「宮沢賢治とキリスト教」「マルティン・ディベリウス小研究」など。）
- 『勝海舟とキリスト教：その現代的意義』（現在執筆中）